# 15 cm Tbts KC/36
15 cm Tbts KC/36 — 149,1-миллиметровое корабельное артиллерийское орудие, разработанное и производившееся в Германии. Состояло на вооружении Кригсмарине. Было разработано специально для эскадренных миноносцев.  Устанавливалось на эсминцах типа 1936A и 1936A(Mob).  Кроме того, в 1942 году этими орудиями был перевооружён лёгкий крейсер «Эмден». Применялось в одиночных щитовых и спаренных башенных установках.  Использовалось во Второй мировой войне.